# مصدر صريح
المصدر الصريح في العربية خلاف المصدر المؤول. مثاله القول في أراد القول مصدر صريح وأن يقول في أراد أن يقول مصدر مؤول.
يقابله في الإنجليزية المطلق المجرد bare infinitive.
المصدر: أصل المشتقات وهو اسم يدل على الحدث مجرداً من الزمن ( يدل على الحدث فقط ولا يدل على زمن حدوث الحدث) مثل: أكلاً، خروجاً، قراءة، نجاحاً. فكل مصدر مما سبق يدل على الحدث فقط ولا يدل على زمن محدد لا ماض ولا مضارع ولا أمر لذلك فهو مصدر.

## أقسام المصدر الصريح[1]
- مصدر الفعل الثلاثي(المصدر السماعي)
- مصادر الأفعال الرباعية
- مصادر الأفعال الخماسية
- مصادر الأفعال السداسية